# Hylobaenus notaticollis
Hylobaenus notaticollis is een keversoort uit de familie schijnsnoerhalskevers (Aderidae). De wetenschappelijke naam van de soort werd in 1902 gepubliceerd door Maurice Pic.